# Санчес Сойя, Рауль
Рау́ль Са́нчес Со́йя (исп. Raúl Sánchez Soya; 26 октября 1933, Вальпараисо — 28 февраля 2016, Сантьяго) — чилийский футболист, выступавший на позиции центрального защитника.

## Биография
Рауль Санчес начинал заниматься футболом в командах «Депортиво Монхас» и «Депортиво Пласерес» в Сантьяго. Затем попал в академию «Сантьяго Уондерерс» и довольно скоро дебютировал в основном составе. С «Уондерерс» связана большая часть игровой карьеры Санчеса. В этой команде он выступал с 1952 по 1964 год. В 1958 году выиграл чемпионат Чили, а в 1958 и 1961 годах завоёвывал Кубок Чили.
В 1965 году перешёл в «Коло-Коло», но за два сезона провёл за «индейцев» лишь 16 матчей чемпионата. Последние два года на профессиональном уровне провёл в «Рейнджерс» (Талька) и «Эвертоне» (Винья-дель-Мар).
С 1959 по 1964 года Рауль Санчес выступал за сборную Чили. Провёл за «роху» 42 матча, но ФИФА признаёт только 33 игры. В 1962 году в составе сборной Чили занял третье место на домашнем чемпионате мира, проведя все шесть матчей. В 1962 году Рауль был признан лучшим игроком Чили по версии издания Revista Estadio.
Рауль Санчес умер в Сантьяго 28 февраля 2016 года от болезни Альцгеймера.

## Титулы и достижения
- Чемпион Чили (1): 1958
- Обладатель Кубка Чили (2): 1959, 1961
- Третий призёр чемпионата мира (1): 1962
- Футболист года в Чили (1): 1962 (по версии Revista Estadio)
- Участник символической сборной «Сантьяго Уондерерс» всех времён: 2010